# Port lotniczy Bajkał
Port lotniczy Bajkał (IATA: UUD, ICAO: UIUU) – port lotniczy położony 12 km na zachód od Ułan-Ude, w Buriacji, w Rosji.

## Kierunki lotów i linie lotnicze
| Linia lotnicza          | Kierunek                                                                                            |
| ----------------------- | --------------------------------------------------------------------------------------------------- |
| Angara Airlines         | 1. Niżnieangarsk 2. Taksimo                                                                         |
| Aurora                  | 1. Chabarowsk 2. Władywostok                                                                        |
| IFly                    | Sezonowo: 1. Soczi                                                                                  |
| IrAero                  | 1. Błagowieszczeńsk 2. Irkuck 3. Ułan Bator (od 27 stycznia 2024) 4. Władywostok 5. Jużnosachalińsk |
| KrasAvia                | 1. Kyzył                                                                                            |
| Red Wings               | 1. Tomsk                                                                                            |
| Rossiya Airlines        | 1. Krasnojarsk                                                                                      |
| S7 Airlines             | 1. Irkuck 2. Moskwa-Domodiedowo 3. Nowosybirsk                                                      |
| Siberian Light Aviation | 1. Chużyr                                                                                           |
| Smartawia               | 1. Moskwa-Szeremietiewo                                                                             |